# Губский, Александр Владимирович
Александр Владимирович Губский (род. 1969, Москва) — российский журналист и медиаменеджер. Издатель газеты The Moscow Times. Бывший издатель делового издания VTimes. Бывший заместитель главного редактора газеты «Ведомости».

## Биография
Окончил факультет журналистики МГУ.
В марте 1995 года пришёл в компанию Independent Media — стал первым корреспондентом новой еженедельной газеты «Капитал», затем — заместителем главного редактора. С 1998 года — главный редактор издания.
В 1998 году участвовал в разработке концепции газеты «Ведомости», в которой работал с момента основания.
В 1999 году был назначен заместителем главного редактора издания. При этом, регулярно публиковался в «Ведомостях» в качестве журналиста.
В 2017 году стал главным редактором Санкт-Петербургского выпуска «Ведомостей», сохранив при этом пост заместителя главного редактора федерального выпуска издания.
15 июня 2020 года, в результате внутриредакционного конфликта, вместе с ещё четырьмя заместителями главного редактора и частью творческого коллектива покинул «Ведомости».
В июле 2020 года вместе с командой, ушедшей из «Ведомостей», создал онлайновое издание «VTimes» и стал его издателем. Издание закрыто 12 июня 2021 года.